# Volume 4: Hard Walls and Little Trips
Volume 4: Hard Walls and Little Trips is de vierde Desert Sessions-mini-lp van het project van Josh Homme. 

## Tracklist en sessiemuzikanten

### Kant A
A:1. "The Gosso King of Crater Lake" – 2:57 door de band Eagles of Death Metal
- Drum, Zang [uitademing] – Carlo Von Sexron
- Gitaar, Zang [uitademing] - Jesse 'The Devil' Hughes
- Basgitaar – Craig Armstrong
- Draaitafel – T. Fresh
- Zang – Loo Balls

A:2. "Monster in the Parasol" – 3:42 door de band The Green Monarchs
- Gitaar, Zang – Joshua
- Keyboard, Gitaar – Mario Lalli
- Basgitaar – Larry Lalli
- Drum – Alfredo Hernández
- Zang – Chris Goss

A:3. "Jr. High Love" – 1:50 door de band The Green Monarchs
- Gitaar, Zang – Nick Oliveri
- Achtergrondzang – Josh
- Gitaar – Mario Lalli
- Basgitaar – Larry Lalli
- Drum – Tony Tornay

### Kant B
B:1. "Eccentric Man" – 4:09 door de band The Green Monarchs
- Achtergrondzang, Gitaar – Joshua
- Zang, Gitaar – Mario Lalli
- Basgitaar – Larry Lalli
- Drum – Alfredo Hernández
- Geschreven door – T.S. Mcphee

B:2. "Hogleg" – 2:37 door de band Eagles of Death Metal
- Drums – Carlo
- Gitaar – Jesse 'The Devil" Hughes
- Basgitaar – Craig Armstrong
- Draaitafel – T. Fresh
- Zang – Loo Balls

## Sessiemuzikanten
- Josh Homme: zang, gitaar, drum
- Nick Oliveri: gitaar, zang
- Jesse Hughes: gitaar, zang
- Alfredo Hernández: drum
- Larry Lalli: basgitaar
- Mario Lalli: gitaar, keyboard, zang
- Tony Tornay: zang, drum
- Craig Armstrong: basgitaar
- Loo Balls: zang
- T. Fresh: draaitafel

## Trivia
- het nummer "Monster in the Parasol" is opnieuw opgenomen voor het album Rated R van de band Queens of the Stone Age.
- het nummer "Jr. High Love" is opnieuw opgenomen voor het album A Drug Problem That Never Existed van de band Mondo Generator.
- het nummer "Eccentric Man" is opnieuw opgenomen voor de ep Australian Tour EP 2008 van de band Mondo Generator. Dit is een liveversie.